# Suhejl Fazliu
Suhejl Fazliu (mac. Сухејл Фазлиу; ur. 30 września 1986 w Skopju) – północnomacedoński informatyk i polityk pochodzenia albańskiego, w latach 2017–2019 minister samorządu terytorialnego.

## Życiorys
W 2010 roku ukończył studia na Uniwersytecie Europy Południowo-Wschodniej w Tetowie, następnie pracował przez kilka lat jako konsultant w branży IT. Od 1 czerwca 2017 do 26 czerwca 2019 pełnił funkcję ministra samorządu terytorialnego.
Deklaruje znajomość języków albańskiego, angielskiego i macedońskiego.